# 列纳特·达萨耶夫
列纳特·达萨耶夫（俄語：Ринат Файзрахманович Дасаев；1957年6月13日—），是一个前苏联的足球教练和守门员，曾經代表苏联国家队參加三屆世界杯。他被认为是除雅辛外蘇聯最好的门将，也是1980年代世界最優秀的門將之一，一度是俄羅斯（包含蘇聯時期）足球史上讓對手交白卷最多次的門將（共229場，甚至稍多於雅辛的203場，但此記錄已被阿金費耶夫打破）。2004年他名列國際足協公佈在世的最伟大的125名球员名单。現在他是俄羅斯俱樂部莫斯科斯巴达克二隊的門將顧問。
达萨耶夫在80年代大部份時間為莫斯科斯巴达克效力。他在1979年及1987年奪得苏联足球超级联赛冠軍。個人榮譽方面，他曾經六次取得蘇聯最佳門將的稱號(1980, 1982, 1983, 1985, 1987, 1988)，1982年他成為苏联最佳足球运动员。
达萨耶夫首次代表蘇聯參加的大賽是1980年夏季奥林匹克运动会，奪得季軍。1988年的歐洲錦標賽，达萨耶夫作為主力門將，蘇聯僅在決賽不敵荷蘭拿下亞軍。他的外號是"貓"和"铁幕"。
达萨耶夫是俄罗斯在2018年世界杯主辦國投标委员会成员之一。

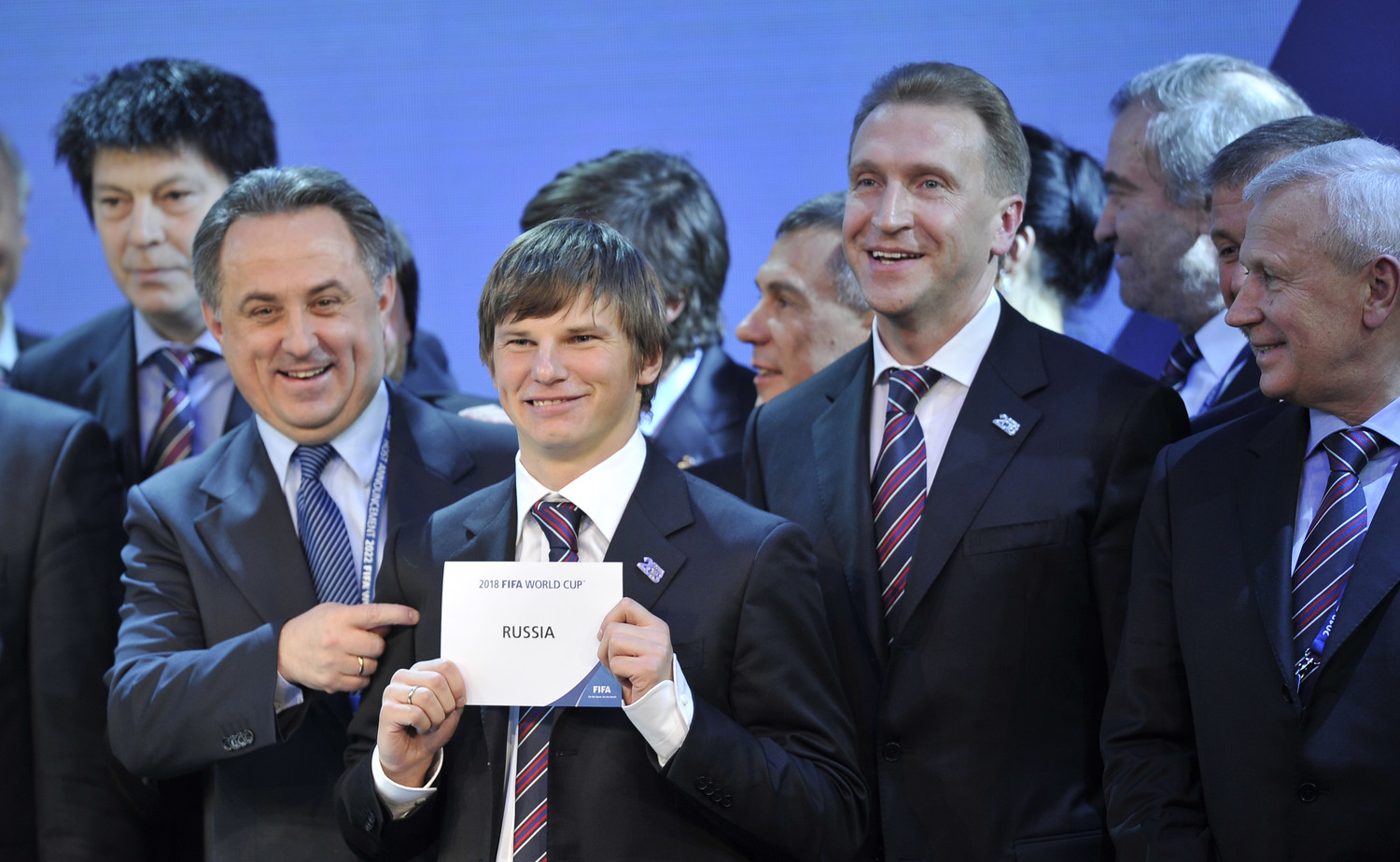
达萨耶夫(后排左一)與其他人一起庆祝俄羅斯取得2018年世界杯主辦權

## 荣誉

### 俱乐部
莫斯科斯巴达克
- 苏联足球超级联赛:1979，1987，冠軍

### 国际賽
苏联
- 欧洲足球锦标赛： 1988年，亚军

### 个人
- 苏联最佳足球运动员：1982年[6]
- 苏联年度守门员(5)[7]
- IFFHS世界最佳守门员：1988年[8]
- 金足传奇奖：2015年[9]
- FIFA 100[10]